# Друга світова (гра)
«Друга світова» — відеогра-варгейм, розроблена та випущена російської компанією «1С». Реліз російської версії відбувся 20 жовтня 2006 року, реліз європейської версії під назвою «Theatre of War» — 19 квітня 2007 року (видавець в Європі — компанія Battlefront.com). 22 червня 2007 року вийшло «Друга світова. Видання друге», в якому була представлена одна нова кампанія «Битва за Москву» і кардинально переглянута система обліку поразок одиниць бойової техніки. Зміни в ігровому процесі виявилися настільки значними, що сам програмний продукт був перекваліфікований розробниками зі «стратегії реального часу» на «військову гру» (варгейм).
Гра відображає бойові дії, що відбувалися в Європі з 1939 по 1945 и, починаючи з нападу Німеччини на Польщу і закінчуючи капітуляцією Німеччини.

## Поточний розвиток

### Офіційна інформація
Розвиток гри не зупинився і після випуску першого адд-ону. Розробниками заявлено майбутнє продовження у вигляді другого адд-ону, присвяченого дій німецької Panzer LehrDivision (навчальної танкової дивізії) у ході операції «Оверлорд» (висадка союзників у Нормандії у 1944 року). Крім цієї кампанії і введення нових бойових одиниць планується знову (хоча і в не настільки великою мірою як у першому адд-оні) скоригувати ігровий процес, зокрема, вдосконалити систему видимості цілей. У поточній версії видимість цілі слабо залежить від погодних умов і відстані до неї і в основному визначається рельєфом місцевості і наявністю перешкод (будинки, дерева) на лінії візування. Якщо виконується певний набір умов, то ціль видима; в іншому випадку — ні. Розробники планують ввести реалістичнішу схему з урахуванням наявності кущів, що приховують ціль, і обмежених секторів огляду бойових одиниць (замість кругового). Таким чином, танк без командирської башточки може не виявити навіть досить близьку ворожу протитанкову гармату в кущах. У поточній версії, якщо лінія візування не перекрита рельєфом, деревами або будівлями, танк завжди виявляє ціль подібного роду.

### Творчість гравців
Побудована на основі моделей з популярного пакету тривимірного моделювання та опису місій у файлах формату XML, гра не раз піддавалася модифікаціям з боку грамотних y цих технологіях гравців. Разом з відкритістю розробників в цьому питанні, в результаті з'явився визнаний на офіційному сайті гри мод JSH 1.0, який вносить додатковий ступінь реалізму в ігровий процес. Зокрема, з'явилася можливість використовувати трофейну техніку не тільки по ходу бою, де вона була захоплена; у Червоної Армії стала доступною ленд-лізна техніка, введено нові типи стрілецьких (піхотних) підрозділів. Попутно був виправлений ряд досить старих помилок (наприклад, екіпаж ІС-2 з п'яти чоловік) і дещо змінена вартість деяких зразків техніки. Мод JSH 1.0 поставляється з декількома новими одиночними сценаріями і вносить невеликі зміни у вже існуючі. Ряд нововведень із цього мода розробники обіцяють перенести і в офіційну версію гри.

## Мета гри
Гравець виступає в ролі командира загальновійськового підрозділу, чисельністю від піхотного відділення до взводу (в деяких сценаріях піхота не передбачена). На додаток до піхоти гравцеві можуть надаватися засоби якісного посилення бойової потужності або тактичної рухливості ввіреного йому підрозділу: бронетранспортери, танки, самохідно-артилерійські установки (САУ), зенітні самохідні установки (ЗСУ), буксирувані гармати (використовувані практично завжди як протитанкові), автомобілі. У залежності від поставленої задачі, вибір цих засобів обмежений задумом розробника сценарію: в наступі найчастіше можна задіяти танки та САУ, в обороні більший акцент зміщується у бік буксованих гармат, хоча іноді дозволяється укомплектуватися бронетанковою технікою. Існує максимальне обмеження на кількість та якість техніки, яку можна задіяти в даному бою, але повністю дозволені будь-які переміщення членів екіпажу, обслуги та піхотинців між собою. Наприклад, гравцю виділено 150 очок на укомплектування підрозділу бронетехнікою. За цю кількість очок неможливо взяти наявний середній танк Т-34 з досвідченим екіпажем, але є можливість задіяти легкий танк Т-70 з недосвідченими танкістами. У такій ситуації вибором буде Т-70 і пересадка в нього частини досвідчених танкістів з Т-34.
Після вибору техніки та солдатів гравцеві роз'яснюються бойові завдання (які можуть у подальшому змінюватися по ходу гри), найтиповішими з яких є захоплення або утримання певного пункту на карті, типові маршрути своїх та ворожих сил. Мета гравця - виконати ці завдання з найменш можливими втратами. Мінімізація втрат, як і в реальному бою, досягається шляхом ретельного використання рельєфу місцевості, знання слабких та сильних сторін своєї техніки і техніки противника, грамотним тактичним використанням всіх бойових одиниць. Наприклад, шанс вразити в лоб «Пантеру» з Т-70 практично нульовий, проте, використовуючи складки місцевості або будинки як укриття, цілком можливо підпустити «Пантеру» на близьку відстань (не виявляючи себе передчасним веденням вогню) і вразити її пострілом з Т-70 в борт підкалиберним снарядом. Всі ці накази цілком реалізуються механізмом гри. Також по ходу бою змінюється моральний стан солдатів — знищення свого танка, загибель командира або навіть близька присутність ворога може призвести до паніки й втечі навіть за наявності адекватних засобів протидії супротивникові. Проте присутність поруч командира або солдата з медаллю або орденом підвищує бойовий дух, що дозволяє підвищити шанс на виграш у тому чи іншому вогневому двобої. Також по ходу бою (якщо це передбачено розробником сценарію) можна викликати штурмову авіацію, артилерійські та мінометні удари по заданій області, винищувачі для протидії ворожим штурмовикам.
Після бою уцілілим солдатам нараховуються очки досвіду, які можна витратити на вдосконалення володіння навичками «лідерство», «водій», «навідник», «розвідник», на нагородження медалями та орденами та підвищення в званні. Дві останні дії впливають лише на навичку «лідерство» (тобто бойовий дух бійця і товаришів, що його оточують). Володіння іншими навичками має першорядне значення в бою: при відсутності досвіду «водій» боєць просто не зможе вести танк або автомобіль, за відсутності досвіду «навідник» він не зуміє стріляти з танкових та самохідних гармат (з одним важливим винятком - стріляти з будь-яких буксованих гармат може самий недосвідчений солдат). При підвищенні навички додаються важливі здібності — так, при високому рівні водійської майстерності солдат зможе управляти незнайомою йому трофейною технікою, при високому рівні навичок «навідник» — стріляти з трофейних танків або зі своїх з ходу. Навичка «розвідник» безпосередньо впливає на ймовірність виявлення бійця супротивником і на влучність його стрільби зі снайперської гвинтівки. Також є дві характеристики солдата, не керовані безпосередньо гравцем. Одна з них — інтелект — взагалі фіксована і визначає бойовий досвід, отриманий бійцем після завершення бою, в якому він вижив. Друга — влучність — відноситься до стрільби з кулемета, звичайної або штурмової гвинтівки, пістолета-кулемета. Чим вище влучність, тим більше у бійця шанс потрапити в ціль і ця характеристика при влучній стрільбі зростає незалежно від гравця прямо по ходу бою. У поодиноких сценаріях робота з особовим складом не грає ролі, тоді як у кампаніях, коли вижив особовий склад переходить з одного бою в іншій цей аспект є необхідною умовою перемоги у всій кампанії. У зв'язку з цим виникає стратегічне питання, що краще для гравця — підготувати побільше міцних «середняків» в навичках або розвивати невелику елітну групу солдатів. Оскільки навички ніяк не впливають на виживання солдата при попаданні в нього осколка або кулі, то втрата навіть досвідченого бійця в грі є звичайною справою, яке до того ж вкрай негативно впливає на бойовий дух решти солдатів. Заміна загиблого елітного бійця у високому званні також проблематична в порівнянні з великою групою «середнячків».

## Особливості гри
Битви ведуться в реальному часі з можливістю віддачі наказів у режимі паузи (режим тактичної паузи), є можливість прискорення або уповільнення темпу гри. Актуальне на листопад 2007 року друге видання гри містить у собі шість історичних кампаній за СРСР (одна оригінальна і одна додаткова — Битва за Москву), Третій рейх, Польщі, Франції (1940 рік) та західних союзників (навперемінки США та Велика Британія). У шести кампаніях понад 40 історичних битв, заснованих на битвах Другої світової, кілька поодиноких битв і 4 навчальні сценарії. Битви відбуваються в різні пори року, в різних погодних умовах. Деякі місії намагаються відтворити конкретні бойові епізоди за участю відомих історичних осіб, наприклад, атаку Міхаеля Віттмана на англійську колону бронетехніки по ходу висадки союзників у Нормандії.

### Реалізовані можливості
- 28 карт місцевості, створених на основі даних аерофотознімання, топографічних карт і архівних військових документів. Дерева і будівлі можуть повністю руйнуватися.
- Ігрова площа карт місцевості досягає 4 км², відображувана площа — 8 км².
- Вплив ландшафту на область видимості і швидкості пересування військ.
- Понад 150 видів різноманітної наземної та авіаційної техніки, відтвореної за кресленнями та технічними специфікаціями: танкі, САУ, ЗСУ, бронеавтомобілі, артилерійські гармати та інші.
- Більш 150 варіантів обмундирування піхоти, залежно від пори року і родів військ.
- Понад 100 видів ручної зброї і гранат.
- Можливість запиту артилерійської, мінометної та авіаційної підтримки.
- Наближена до достовірної балістика і система підрахунку пошкоджень: при кожному попаданні враховується швидкість снаряда, тип снаряда, кут і точка влучення, товщина броні і т. ін.
- Реалістична система ушкодження техніки, при ураженні враховується розташування екіпажу і агрегатів всередині техніки, а також тип і калібр снаряда пробив броню. Показуються пробоїни в місці попадання з урахуванням калібру снаряди та типу поверхні. Бронетехніка не має «очок життя», у пошкодженого танка показуються виведені з ладу вузли та агрегати (ходова частина, двигун і трансмісія, гармата і кулемети).
- Рольові елементи: солдати набирають досвід у бою і покращують свої навички.
- Можливість пересаджувати членів екіпажу, обслуги відповідно до професійними навичками (перед боєм і під час нього), а також захоплення ворожої техніки.
- Можливість управління власними військами перед боєм: зміна екіпажів, заміна техніки, перерозподіл солдатів за підрозділами.
- Можливість розміщення військ по позиціях до початку бою.
- Можливість зміни ручної зброї бійцями під час бою.
- Вплив моралі на поведінку військ (паніка, відступ, непокора наказам).
- 3 рівня складності, можливість переходу до наступної місії без проходження поточної.
- Вбудована ілюстрована енциклопедія техніки і озброєння в грі.
- Можливість розрахованої на багато користувачів гри по локальній мережі і через Інтернет.

### Нереалізовані можливості та обмеження
- У грі немає можливості ремонту техніки та лікування поранених солдатів по ходу бою.
- Оскільки бойові дії розгортаються на ділянці розміром 2 × 2 км, то немає навісної стрільби із закритих позицій (мінімальна дальність вогню у реалізованих у грі гармат при навісний стрільби перевищує 2 км).
- В офіційній версії гри немає можливості використовувати трофейну техніку і стрілецьку зброю в наступному бою (можна тільки по ходу бою, безпосередньо в якому вона захоплена). Використання заздалегідь визначеної трофейної техніки можна в призначеному для користувача моді JSH.
- У грі немає можливості розміщувати піхотинців в будівлях.
- У грі немає можливості призначати посади в піхотних відділеннях (не можна створити відділення лише з снайперів або гранатометників), можна тільки поставити солдата на заздалегідь визначену посаду. Частково виправлено в призначеному для користувача моді JSH.
- У грі немає можливості танкового тарану, хоча можна чавити гусеницями ворожу піхоту і буксирувані гармати.

## Спільнота гравців
Гра має свій власний офіційний сайт в Інтернеті. Крім стандартних для такого роду речей можливостей завантаження патчів і оновлень, відповідей на найпоширеніші питання по інсталяції та усунення помилок, видавець гри та її розробники проробили досить велику роботу з формування спільноти прихильників їхнього програмного продукту. На сайті періодично викладаються військово-історичні матеріали, вітання з професійними святами військових фахівців, найкращі нові сценарії, створені гравцями. Військово-історичну рубрику на сайті веде Михайло Миколайович Свірін, відомий військовий історик і автор численних книг і статей про бронетехніку, артилерію і події Другої світової війни. На форумі гри йому можна поставити запитання на військово-історичну тематику. Розробники в своєму колективному блозі діляться деякими секретами створення гри і анонсують майбутні плани щодо її розвитку. Також розробниками проводилися конкурси серед гравців на найкращі «шпалери для екрану» і вгадування теми майбутнього другого адд-ону; призом для переможців стали диски з ігровими програмами фірми 1С.

## Критика
«Друга світова» (актуальне на поточний момент друге видання гри) було сприйнято досить стримано: у порівнянні з іншими схожими іграми (особливо класичними стратегіями в реальному часі StarCraft або Command & Conquer) в ній взагалі немає будівель — фабрик, удосконалень техніки, а отже і прийнятих в такого роду іграх стратегій. Відповідно, звиклий до StarCraft'у гравець швидше за все дасть негативну оцінку «Другої світової». Прагнення до реалізму розробників також натрапляє на ряд «підводних каменів». За результатами відразу декількох рецензій в ігрових журналах та на ігрових сайтах було відзначено різке превалювання ІІ в точності вогню і маневруванні, що для непідготовленого гравця (особливо проводить час за комп'ютером для свого власного задоволення) також може стати причиною неприйняття гри. Погіршує ситуацію певне прагнення розробників до створення труднощів для гравця шляхом мізерного виділення йому одиниць бойової техніки: в умовах декларованого і досить непоганого наближення до реального бою в наступі в грі також необхідно мати в три рази більше сил, ніж обороняється,, що виконується дуже рідко. Тим не менше, практично всі оглядачі сходяться в тому, що «Друга світова» — нішевий продукт і для гравців, яким цікава історія та тактика загальновійськового бою, кути нахилу броні і її пробивальність різними видами снарядів, вона є природним вибором. Ретельне планування бою, врахування особливостей техніки, підбір особового складу дозволяють пройти всі кампанії гри. Цілком природно, що традиційно для такого ігор виникають питання про адекватність представлення того чи іншого представника бронетехніки або артилерії, але на офіційному форумі гри найбільш обговорюваними є теми, пов'язані з історією тієї чи іншої події або зразка бронетехніки.
Повідомлення про неадекватність бронювання або озброєння там також присутні, але багато претензії були зняті з виходом другого видання гри, розробники уважно прислухаються до конструктивної критики і консультуються у відомого військового історика М. Н. Свірін.
Мало приділено уваги цінам юнітів. Немає ніякої системи. Наприклад, німецька напівброньована САУ Wespe коштує дорожче, ніж Brumbar з кращого гарматою та товстою бронею. Практично однакові (за бронею та озброєнням) французькі піхотні танки R-35 і H-35 розрізняються за ціною в 1,5 рази, причому більше повільний R-35 коштує дорожче.